# Kim Moo-kyo
Kim Moo-Kyo (Gyeongju, 27 de agosto de 1975) é uma mesa-tenista sul-coreana. 

## Carreira
Kim Moo-Kyo representou seu país nos Jogos Olímpicos de 1996 e 2000, na qual conquistou a medalha de bronze em duplas. 